# Maqueta funicular de la cripta de la colonia Güell
La maqueta funicular de la cripta de la colonia Güell fue un modelo a escala reducida que utilizó Antoni Gaudí para proyectar la Cripta de la Colonia Güell.

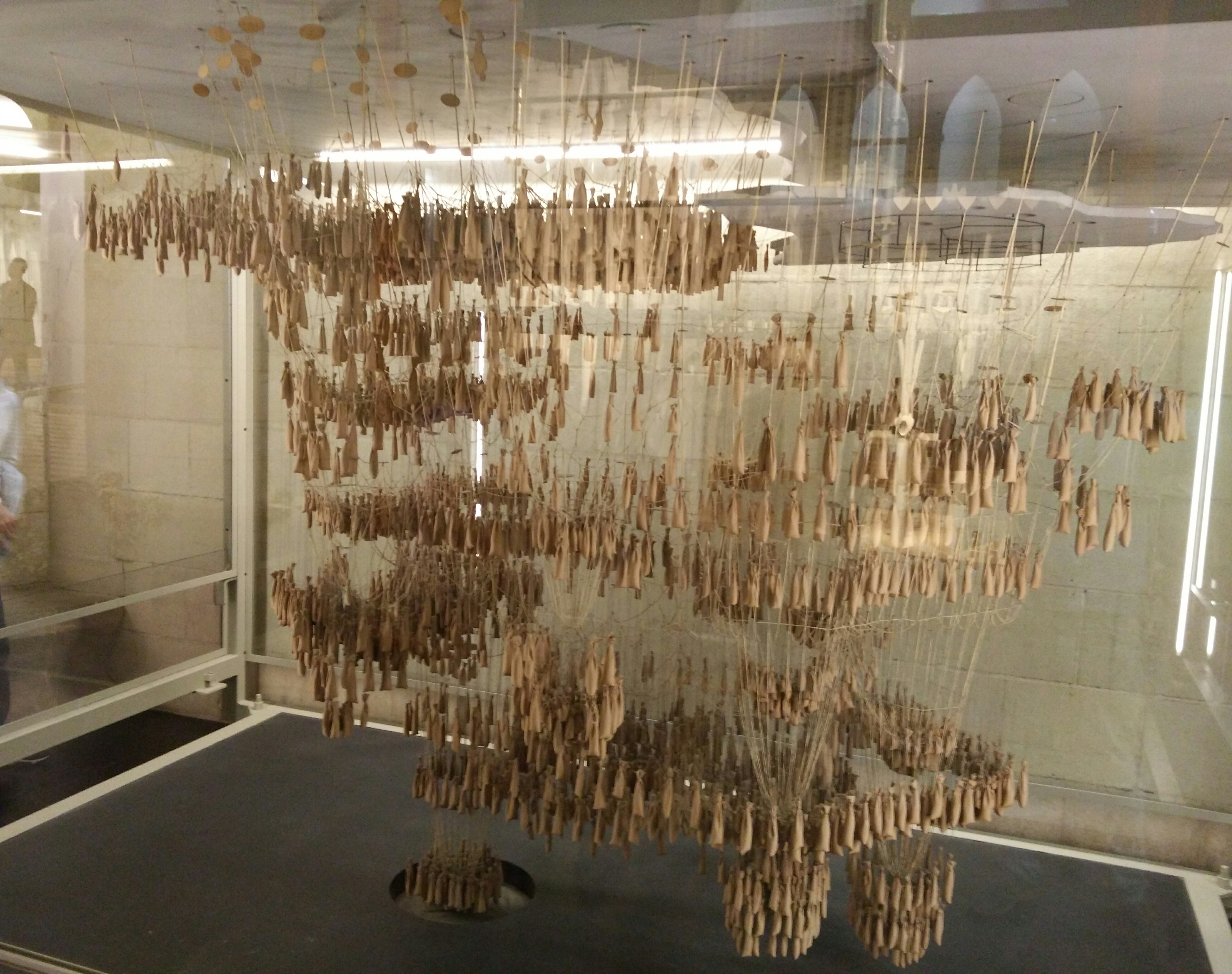
Reproducción de la maqueta funicular de la iglesia de la colonia Güell usada por Gaudí expuesta en el Museo del Templo de la Sagrada Familia

## Descripción
Se trata de un elemento innovador utilizado por Gaudí entre finales del siglo XIX y principios del XX para proyectar la iglesia o cripta de la Colonia Güell. Es una maqueta invertida a escala 1:15: se colocan en la parte superior los elementos que representan aquello que se va a construir en la zona inferior y en la inferior quedan los elementos que representan las cubiertas.
Gaudí utilizó en esta maqueta una teoría estrutural que relaciona un sistema de cuerdas y pesos con las columnas, muros y cubiertas que quería levantar. Las cuerdas se disponen como catenarias porque de ellas penden saquitos (que pesan porque contienen perdigones). Las líneas que trazan esas catenarias ayudarían a Gaudí a idear el edificio pues una vez terminada la maqueta se puede fotografiar el resultado e invirtiendo la fotografía resultante aparece un buen modelo de lo que debe ser la construcción.
Es probable que Gaudí haya aprovechado lo aprendido con esta maqueta para la construcción del Templo Expiatorio de la Sagrada Familia.
La maqueta original utilizada por Gaudí está actualmente desaparecida. El Museo del Templo Expiatorio de la Sagrada Familia expone en una vitrina una reproducción elaborada por Jos Tomlow, Arnold Walz y Rainer Gräfe bajo la dirección de Frei Otto y Jan Molema. Esta reconstrucción se elaboró con un tamaño algo menor para facilitar su transporte.